# Tropa dos Lanternas Verdes
A Tropa dos Lanternas Verdes (em inglês, Green Lantern Corps) é uma fictícia equipe de patrulheiros intergaláticos conhecido como Lanternas Verde publicadas pela editora americana DC Comics.
Os membros são responsáveis por patrulhar os confins da galáxia, operando como uma força policial intergaláctica, ajudando a manter a paz em todo o universo. Com mais de sete mil e duzentos membros de origem de diversos planetas, os Lanternas Verdes possuem requisitos de força de vontade apoiado por imaginação, com uma base de operações no planeta Oa, seguem o comando dos Guardiões -uma raça de seres imortais que existem desde o início dos tempos. Utilizando um anel especial de imenso poder, os lanternas podem criar construções de energia na forma que imaginar. O anel de energia também pode traduzir qualquer língua, conceder capacidade de voo ao portador e oferecem proteção em praticamente qualquer ambiente.

## História fictícia
A Tropa dos Lanternas Verdes patrulha uma vasta região do espaço do Universo DC. Os Guardiões do Universo, uma raça super-inteligente e nobre, mas às vezes, fechada e arrogante, fundou e ainda administra a Tropa dos Lanternas Verdes do planeta Oa. Os Guardiões dividiram o Universo em 3600 setores, e escolheram um nativo de cada setor para servir como Lanterna Verde deste, no início da história da tropa. Posteriormente, quando do ressurgimento dos Lanternas Verdes, depois que Hal Jordan reativou a bateria central, essa norma foi mudada e passaram a ser dois Lanternas por setor. Essa modificação foi para que existisse maior segurança entre as ações entre os membros, sem o risco de isolamento e possível posterior derrocada deste (como o que aconteceu com Hal Jordan e com Sinestro em tempos mais antigos). Isto atualmente indica que existam aproximadamente 7200 membros efetivos e mais os agentes independentes e encarregados dos treinamento de novos recrutas. Cada Lanterna Verde recebe um anel que lhe dá grande controle sobre o universo a sua volta. O anel é considerada a arma mais poderosa do Universo, sendo limitado apenas pela vontade do portador.
Os Guardiões criaram a Tropa dos Lanternas Verdes há cerca de três bilhões de anos atrás, logo após o fracasso representado pela criação dos Caçadores Cósmicos, e a força sobreviveu a múltiplas rebeliões, assassinatos e colapsos dentro e fora dela.

## Criação
Em 1959, durante um renascimento da popularidade dos quadrinhos de super-heróis, o editor da DC Comics, Julius Schwartz decidiu reinventar o personagem Lanterna Verde como um herói de ficção científica. Esse novo herói tinha um nome diferente (Hal Jordan), traje, e história de origem, e nenhuma conexão com o Lanterna Verde original. Considerando que o Lanterna Verde da década de 1940 era um vigilante solitário que só tinha aventuras na Terra, o novo Lanterna Verde foi apenas um membro de um grupo de policiais interestelares conhecidos como Lanternas Verdes. O grupo é mencionado pela primeira vez em Showcase # 22 (1960), quando um  Lanterna Verde morre e passa em seu anel para Hal Jordan. Ao longo dos anos, os escritores introduziram um grande elenco de Lanternas Verdes em ambos os papéis coadjuvantes e estrelado. A inspiração foi a série literária Lensman de E. E. Smith, publicada em revistas pulp. Schwartz havia sido agente literário de escritores de ficção científica, tais como Ray Bradbury e H. P. Lovecraft,  nas décadas de 1940 e 1950, Fox se dividia entre roteiros de quadrinhos e histórias para as revistas pulps Weird Tales, Planet Stories e Amazing Stories, Marvel Science Stories, Baseball Stories, Big Book Football Western, Fighting Western, Football Stories, Lariat Stories, Ace Sports, SuperScience, Northwest Romances, Thrilling Western, e Ranch Romances.

## Origens
Desde os primórdios dos tempos, uma raça vivia calmamente em Maltus. Os Maltusianos eram um povo altamente avançado em tecnologia, medicina, filosofia, e poderes mentais. Entretanto, um desses habitantes, Krona, queria descobrir os segredos da própria criação do Universo. Construindo uma máquina capaz do feito, ele observou a criação. Ele observou por seu portal uma palma gigantesca com um caldo de estrelas na mão, quando a máquina explodiu. Esta tolice custou caro a toda a existência. Devido a esse ato, fora criado o Universo de Antimatéria. A mera existência disso liberou uma onda de mal que corrompeu milhares de mundos.
Sentindo-se culpados pela catástrofe, os Maltusianos procuraram meios de acabar com este mal. Uma parte dos Maltusianos afirmava que o mal devia ser destruído, e se retiraram para outra dimensão, e tornaram-se os Controladores. A parte restante dos Maltusianos foram os Guardiões do Universo, que migraram então para o planeta Oa. A princípio, para ajudar a proteger o universo, eles engendraram uma raça chamada Psíons. Estes se rebelaram. A seguir, os Guardiões criaram os androides Caçadores Cósmicos, que tiveram um destino parecido. Para impedir que a ordem se perdesse e que o universo entrasse em puro caos, os Guardiões do Universo dividiram todo o universo em 3600 setores, e para cada um deles, foi criado um anel que permitia fazer praticamente qualquer coisa que o usuário desejasse. Cada anel seria entregue aos seres mais honestos, mais destemidos e de maior força de vontade (a qual ativava os poderes do anel). Esses seres passaram a ser conhecidos como Lanternas Verdes. Séculos e séculos se passaram, mas a Tropa dos Lanternas Verdes sempre serviu aos seus mestres e cumpriu seu objetivo: proteger todas as galáxias.
O poder dos anéis deve ser recarregado a cada rotação do planeta de origem do usuário, por pequenas baterias em forma de lanterna (daí o nome Lanterna Verde). Estas baterias originavam-se duma gigantesca bateria também em forma de lanterna, que ficava em Oa. Esta bateria foi construída por energia azul dos Guardiões e impureza amarela. Devido a esta impureza necessária, os anéis eram ineficazes contra qualquer coisa de cor amarela. Hoje em dia, sabe-se que a impureza era, na verdade, um ser chamado Paralax. Esse ser representava o medo existente no universo recém arranjado. Foi aprisionado pelos Guardiões em sua Bateria Central, sendo absorvido, posteriormente por Hal Jordan quando de sua revolta contra os Guardiões.
Assumindo para si o nome de Paralax, mas sem saber por que, Jordan se tornou um vilão temido por anos. Depois de inúmeras mudanças de roteiro e de conceito, Jordan acabou descobrindo, durante os últimos anos, que tudo havia sido um plano de Sinestro. Expiando a sua culpa e enfrentando o seu medo, Jordan exorcizou Paralax de seu corpo e derrotou-o.
Desde então os Anéis não possuem mais a fraqueza do amarelo no geral. Apenas os anéis de recrutas e membros em treinamento possuem essa fraqueza como limitador de ações.
Os Lanternas Verdes sempre foram os maiores exemplos de bondade em todos os planetas, mas sempre houve vilões querendo destruí-los. Quando Abin Sur, Lanterna Verde do setor 2814, que incluía o nosso planeta Terra foi atacado pelo vilão conhecido como Atrocitus, ele teve um acidente e acabou por falecer, mas antes de morrer, passou seu anel ao humano que viria a ser um dia, na opinião da maior parte dos fãs, o maior Lanterna Verde de todos, Hal Jordan. Hal cumpriu com todas as suas obrigações como Lanterna Verde durante décadas, vendo a morte de amigos e o surgimento de novos Lanternas que viriam a ajudá-lo, como John Stewart e Guy Gardner. Mas depois de milênios combatendo o mal, a Tropa dos Lanternas Verdes caiu perante o maior de seus inimigos, o antigo Lanterna Verde Hal Jordan agora conhecido como Parallax.

## O fim?
Segundo as informações presentes na saga "Crepúsculo Esmeralda" Hal Jordan tornou-se o maior vilão do universo depois de perder sua cidade natal, Coast City, destruída pelos vilões Superciborgue e Mongul. Após tamanha destruição diante de seus olhos, Jordan só queria reconstruir a paz e a alegria de sua antiga cidade, acertar as coisas.
Mas os Guardiões não aceitavam que Jordan quisesse mudar eventos passados, então negaram-lhe o direito de consertar a história de sua cidade. Hal então cruzou o universo rumo ao planeta Oa, onde a Bateria Central e os Guardiões se encontravam, para absorver a energia da maior fonte de poder do universo. No caminho, Hal enfrentou dezenas de Lanternas Verdes, mas chegou com sucesso em Oa, onde enfrentou no último embate de todos seu arqui-inimigo e ex-Lanterna Verde, Sinestro e teve de matar um dos símbolos da tropa e treinador de inúmeros membros, incluindo o próprio Jordan, Kilowog.
E assim, a Tropa dos Lanternas Verdes encontrou seu fim. Mas o bem não morre tão fácil assim.
Os demais guardiões do Universo se sacrificaram para proteger a vida do seu membro mais jovem (que, inclusive, esteve com Hal Jordan na terra, em suas aventuras durante os anos setenta, junto com o Arqueiro Verde, naquelas que são consideradas as melhores histórias desses dois heróis), Ganthet, enquanto o Hal Jordan, dominado pela entidade cósmica do medo, Parallax, que estava presa na Bateria central, absorvia toda energia esmeralda, a mesma entidade se fundiu ao Jordan. Enquanto isso Ganthet foi a terra e entregou um anel energético e uma bateria para um rapaz, Kyle Rayner, que assumiu sozinho por anos o legado de ser o Unico Lanterna verde do universo, alem de aprender a ser heroi.
Um detalhe sobre o anel que Rayner recebeu, é que ele foi o primeiro anel sem a fraqueza inerente ao espectro amarelo, justamente por que foi o primeiro anel fabricado sem que a impureza amarela (o Parallax) estivesse preso na baterial.
Com o tempo e auxiliado pela experiencia e conselhos de Alan Scott, Guy Gardner, John Stewart e posteriormente o próprio Hal Jordan, que morreu salvando a terra do devorador de sóis e se tornou o novo Espectro, Rayner se tornou um herói respeitado. Em uma de suas aventuras, Kyle acaba voltando ao passado, numa época que a tropa dos Lanternas está na ativa e Jordan era jovem. Quando voltou a seu tempo, Kyle recebeu de Jordan uma cópia de seu anel, que pode se replicar e tem uma bateria própria, também replicante, podendo dessa forma recriar a Tropa. Por causa disso, outros puderam ser Lanternas Verde, como Jade, Filha de Alan Scott, e posteriormente John Stewart.
Após várias aventuras e uma luta derradeira com Parallax, Kyle acaba por absorver todo o poder Cósmico disperso que pertencia a bateria Central de OA e torna-se Íon, capaz de manipular matéria, tempo e espaço. Após reflexão sobre seus poderes, responsabilidades, Kyle recupera o planeta Oa, a raça dos Guardiões e volta a ser um Lanterna Verde. Descobre-se porém, em várias de suas incursões pelo universo, a lenda de Parallax, uma entidade amarela alimentada pelo medo, que a milênios foi banida pelos guardiões do universo para dentro da bateria central, sendo responsável pela fraqueza dos lanternas ao amarelo. Esta entidade contaminou Hal Jordan durante a ocasião em que ele absorveu todo o poder da bateria para salvar o planeta Oa. A contaminação tornou-se pior com o passar do tempo e por fim, tomou conta de Hal. Detalhe: o sinal mais claro da contaminação foi o de que Hal Jordan, que tem a mesma idade aproximada de Superman, Batman e outros, passou a apresentar cabelos grisalhos.
A entidade só foi retirada da mente de Hal na saga Retorno de Hal Jordan, onde os Lanternas da Terra, juntamente com Kilowog (ressuscitado), recuperaram o corpo de Hal, do centro do sol, ressuscitando-o e aprisionando a entidade Parallax novamente na Bateria Central, porém com a diferença de agora conhecerem que ele é o causador da impureza que enfraquece os anéis de poder diante de coisas amarelas. Esta fraqueza ao amarelo é normalmente superada pela força de vontade e coragem dos lanternas mais experientes da tropa.
Hoje os Lanternas Verdes da Terra são Jordan e Stewart, sendo que Gardner se tornou agente especial, sem um setor específico e Rayner se tornou uma espécie de inspetor geral.

## Poderes
O anel dos Lanternas Verdes permite criar objetos com energia verde que funcionam como suas exatas duplicatas reais, ainda que não tenham os mesmos princípios (em automóvel conjurado possui substância e massa que o portador quiser, mas dificilmente possuirá todas as peças de uma automóvel de verdade, havendo no entanto a certeza de que ele irá andar e se portar como um), voar a velocidades interplanetárias, traduzir automaticamente cada língua conhecida no universo, cobrir o corpo do usuário com uma aura para protegê-lo de ataques e rigores do espaço, fazer análises, detectar outros Lanternas verdes, projeção astral e fazer o usuário relembrar de fatos esquecidos. O anel protege o usuário automaticamente contra dano fatal e é capaz de curá-lo em níveis baixos. O anel também pode reproduzir praticamente qualquer efeito físico imaginado (raios, radiação, magnetismo, gravidade, etc...). O nível dos poderes do anel é limitado pela força de vontade do usuário e só necessita de ser recarregado a cada rotação do planeta do portador do anel, ou quando os níveis de energia estão muito baixos (em casos extremos de uso, o que é muito raro em usuários mais experientes). O anel não funciona contra coisas amarelas (novatos) ou quando o usuário não está com a sua força de vontade e coragem suficientemente desenvolvidas.
Outro detalhe dos anéis é que a forma como os poderes se manifestam depende do seu usuário. Cada usuário possui uma característica que o anel imediatamente imita, independentemente do usuário anterior. O único anel que emite som, por exemplo, é o de Killowog (som de rajadas e explosões). Os construtos de Stewart parecem ser construídos de fora para dentro, sendo caracterizados pela leveza das formas e pela lembrança de plantas arquiteturais. Jordan quase sempre usa construtos simples por ser ele mesmo uma pessoa prática (daí a utilização de luvas de boxe e molas ser muito comum, por exemplo). Os construtos de Rayner são extremamente detalhistas por ser ele um desenhista de imaginação e capacidade fantásticos. Gardner utilizava rajadas e raios, além de alguns construtos simples, mas sempre agressivos.
- Visão Esmeralda: super-poder apresentado em Green Lantern Rebirth #1, a habilidade permite que o Lanterna Verde Simon Baz veja uma infinidade de eventos presentes e futuros, quando sua força de vontade dispara. O empecilho, no momento, é que ele não sabe quando estes irão acontecer.[7][8]

## Tropas de outras cores
Assim como a Tropa dos Lanternas Verdes é vinculada à "Força de Vontade", surgiram outros grupos similares com diferentes cores e vinculações no chamado "espectro emocional". Fora os amarelos, que datam de quando Sinestro obteve um anel amarelo em 1961, evocando a cor que os Lanternas Verdes eram ineficazes, todos foram criados por Geoff Johns e  Ethan Van Sciver no fim dos anos 2000, usando as outras cores do arco-íris:
- Tropa dos Lanternas Vermelhos — Raiva; apenas o líder Atrocitus tem total consciência de seus atos, já que os outros são consumidos por sua fúria e agem de forma animalesca.
- Tropa dos Lanternas Laranjas — Avareza; Larfleeze é o único membro, já que a ganância originária da Lanterna Laranja o impede de querer compartilhar poder.
- Tropa Sinestro (Amarelo) — Medo; quando foi pela primeira vez no universo de anti-matéria de Qward, Sinestro adquiriu um anel amarelo abastecido ao combater um Lanterna Verde; após Sinestro ser revivido em Green Lantern: Rebirth, ele  passou um ano em Qward recrutando um exército de Lanternas Amarelos, usando aneis abastecidos pelo medo que seu usuário causa.
- Tropa dos Lanternas Azuis — Esperança; criada por Ganthet, um dos Guardiões do Universo, ao final da guerra dos Lanternas Verdes contra a Tropa Sinestro.
- Tribo Índigo (cor anil) — Compaixão; um grupo nômade liderado por Indigo-1, brandindo cetros que conseguem replicar os poderes dos outros grupos.
- Safiras Estrelas (cor violeta) — Amor; originalmente Safira Estrela era uma vilã que os extraterrestres Zamaronos escolhiam como sua rainha, ganhando poderes similares ao do Lanterna Verde por sua coroa com uma grande safira; temendo não poder controlar mais a safira, os Zamaronos criaram uma lanterna e aneis a partir dela. O grupo foi por muito tempo composto só por mulheres, com Johns dizendo que "a maioria dos homens não são dignos".[11]
- Tropa dos Lanternas Negros — Morte; liderados por Nekron, a personificação da morte, em contraste às tropas do "espectro emocional" usarem a luz como força se baseiam na escuridão. Os aneis negros tem o poder de reviver mortos que os usam como zumbis.
- Tropa dos Lanternas Brancos — Vida; tirando seus poderes da Entidade da Vida que personifica toda a vida do universo, surgiram no combate aos Lanternas Negros.